# Neoathyreus latidorsalis
Neoathyreus latidorsalis es una especie de coleóptero de la familia Geotrupidae.

## Distribución geográfica
Habita en Brasil.